# Sainte-Suzanne-et-Chammes
Pour les articles homonymes, voir Sainte-Suzanne.
Sainte-Suzanne-et-Chammes est, depuis le 1er janvier 2016, une commune nouvelle française située dans la Mayenne en région Pays de la Loire, peuplée de 1 197 habitants. Elle est issue du regroupement des deux communes de Sainte-Suzanne et Chammes. Les anciennes communes de Sainte-Suzanne et Chammes sont restées des communes déléguées au sein de la nouvelle commune.
La commune fait partie de la province historique du Maine, et se situe dans le Bas-Maine.

## Géographie
La commune se situe sur les rives de l'Erve et à l'orée de la forêt de la Charnie. Sa situation géographique a longtemps été stratégique au cœur du Maine car elle se situe en lisière des monts des Coëvrons (Alpes mancelles, extrémité sud de la Normandie) et de la plaine d'Anjou, sur laquelle s'ouvre un très vaste panorama. Le point culminant de la commune se situe au Mont-Noir (222 mètres).

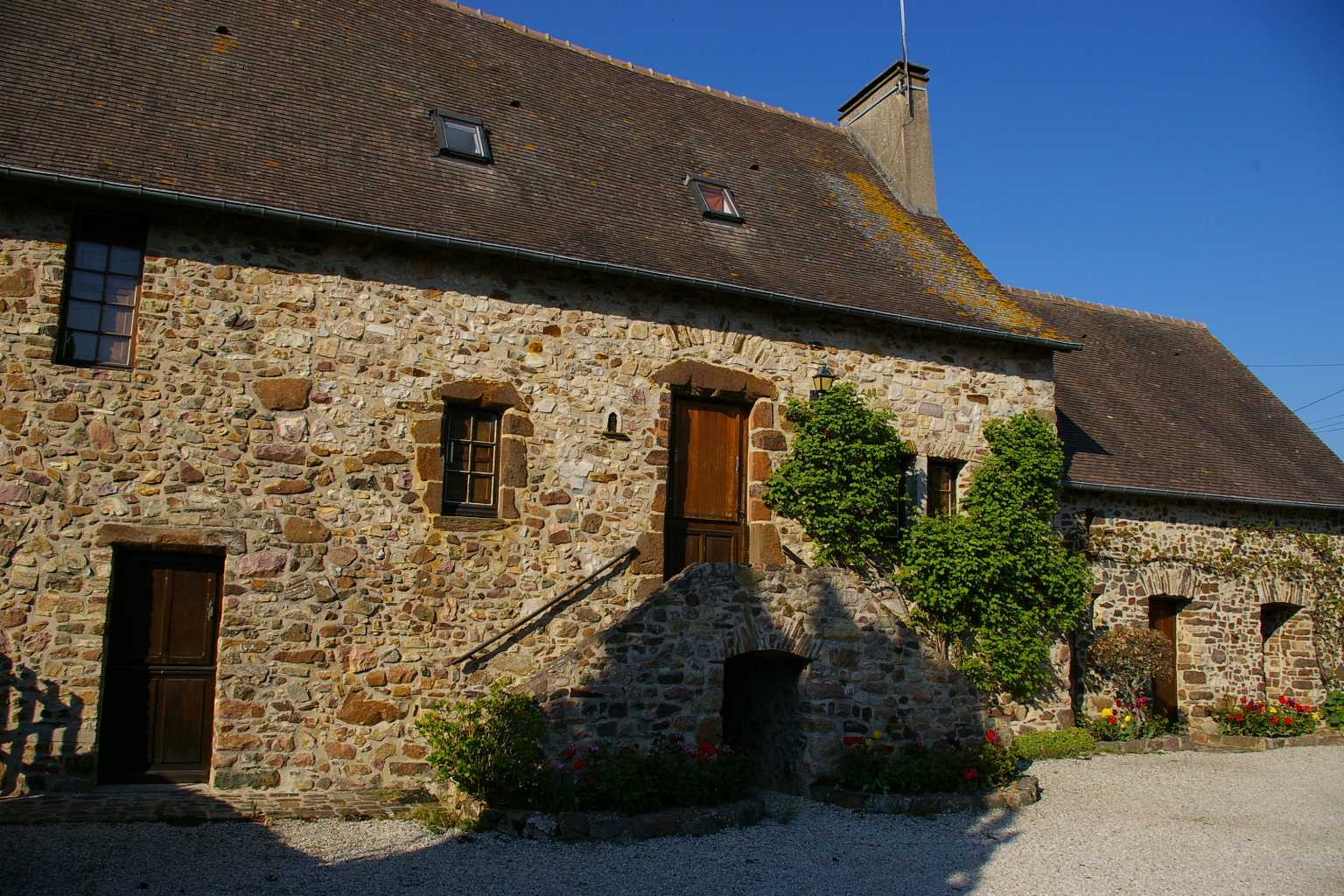
La grande maison de l'Aubépin, quartier de La Rivière à Sainte-Suzanne.

Plusieurs parties composent la commune de Sainte-Suzanne-et-Chammes : le bourg de Chammes, la Cité médiévale intra-muros, le quartier de la Rivière.
Au nord, on découvre les collines des Coëvrons, depuis la carrière de la Kabylie (Voutré) jusqu'à Bais, par le bois de Crun, le Mont Rochard (350 m) et le Montaigu (291 m). Dans la même direction, les hauteurs du Haut-Rocher (141 m), de Changemer (135 m), puis, à l'ouest, le Montis (130 m) qui séparent le bassin de l'Erve de celui de la Jouanne.
Ces hauteurs, en direction d'Évron, sont séparées de la cité médiévale par une partie basse, une sorte de vaste cuvette qui formait autrefois le Grand étang, aujourd'hui asséché. À l'est, le site du Tertre Ganne, d'où l'on jouit d'un magnifique panorama sur la cité médiévale. Vers Chammes et Vaiges, s'ouvre une immense plaine, au sud vers la Mayenne angevine, à l'ouest vers Laval et les confins de la Bretagne. Au sud, dans la direction de Chammes s'ouvre une immense plaine vers Vaiges et la Mayenne angevine, à l'ouest vers Laval et les confins de la Bretagne. Si l'on regarde vers le sud-est, on découvre la forêt de la Charnie qui sépare Sainte-Suzanne de ses voisines Blandouet, Thorigné-en-Charnie, Saint-Jean-sur-Erve..
Sainte-Suzanne-et-Chammes appartient au Pays d'art et d'histoire Coëvrons-Mayenne, dont elle abrite le CIAP (Centre d'interprétation de l'architecture et du patrimoine). Sainte-Suzanne est par ailleurs Petite cité de caractère, station verte de vacances, et est classée parmi les Plus beaux villages de France.

### Localisation
| Évron                  | Évron                     | Voutré                   |
| Saint-Léger-en-Charnie | Sainte-Suzanne-et-Chammes | Torcé-Viviers-en-Charnie |
| Blandouet-Saint Jean   | Blandouet-Saint Jean      | Blandouet-Saint Jean     |

Les deux bourgs de Sainte-Suzanne et de Chammes sont distants de 2,8 km.
Sainte-Suzanne est à 7 km d'Évron, 16 km de Montsûrs, 21 km de Sillé-le-Guillaume, 32 km de Sablé-sur-Sarthe, 35 km de Laval, 48 km du Mans et 88 km d'Angers.
Chammes est à 10 km d'Évron, 16 km de Montsûrs, 25 km de Sillé-le-Guillaume, 30 km de Sablé-sur-Sarthe, 33 km de Laval, 55 km du Mans et 85 km d'Angers.

### Géologie et relief
- La commune déléguée de Sainte-Suzanne est située sur le flanc nord du synclinal de Laval. Aux schistes précambriens (moulin de La Liaudière) succèdent les poudingues pourprés, base du Cambrien, puis les schistes et calcaires magnésiens (autrefois exploités au Moulin des Erves). Une vaste région schisteuse, également cambrienne, s'étend jusqu'à la crête gréseuse de Sainte-Suzanne. Toute cette partie de la commune, profondément creusée à l'époque éocène, a été remplie par des argiles qui couronnent des grès « à Sabalite » (dont les blocs abondent sur le plateau de La Touche-Piquet).

La crête des grès de Sainte-Suzanne, dans laquelle l'Erve s'est déblayé un étroit et pittoresque passage, traverse la cité de l'est à l'ouest, et, venant du Mont-Noir (222 m), se dirige en s'abaissant graduellement vers la limite occidentale de la commune (121 m).

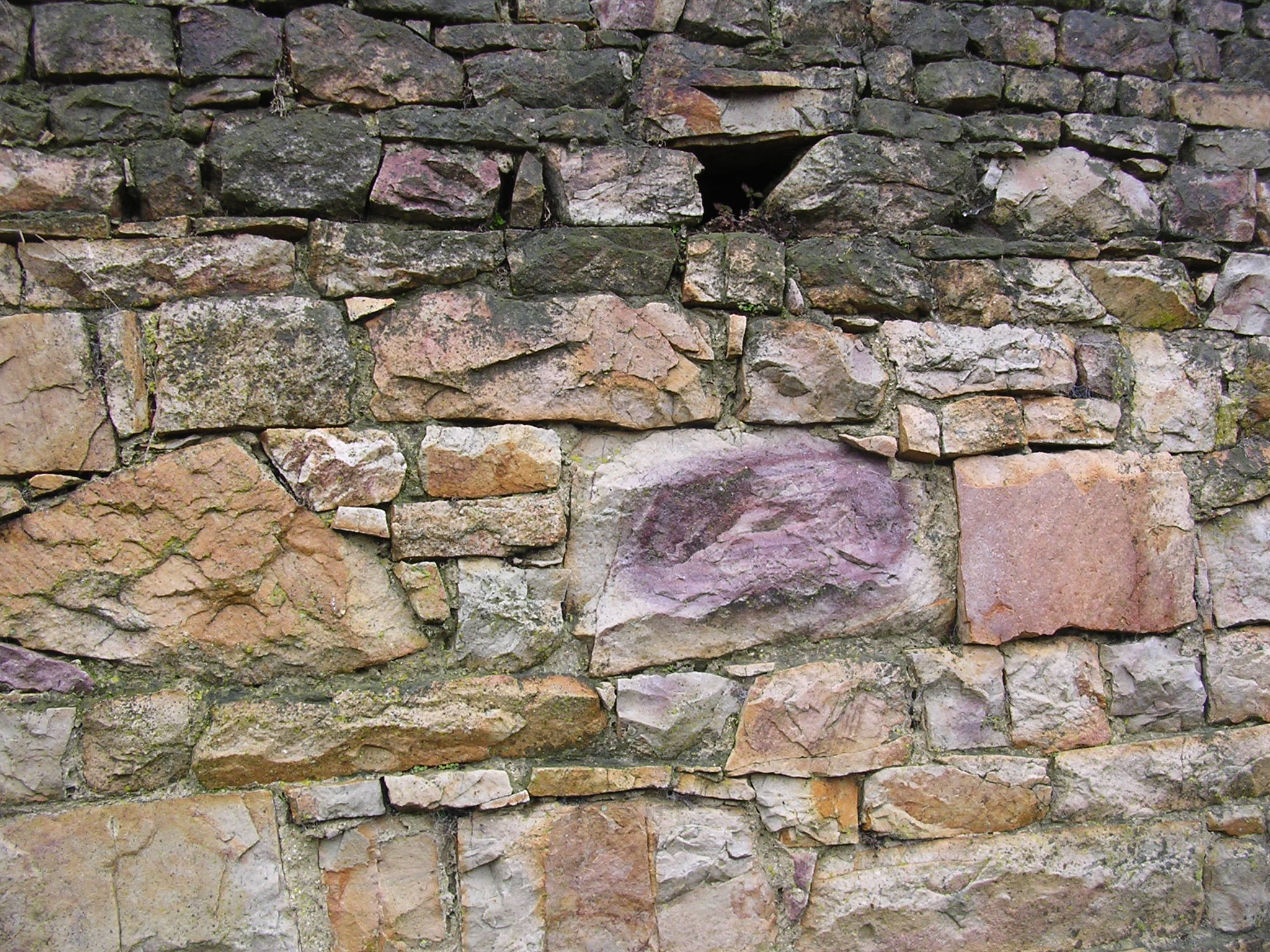
Le grès rose extrait à Sainte-Suzanne.

Au sud du bourg, sur le flanc méridional de la commune, on retrouve une série identique à celle des Coëvrons (schistes pétrosilicifiés, brèches éruptives et orthophyres), formant une traînée intercalée au milieu des couches cambriennes, et qui s'observe également sur la rive droite de l'Erve, à La Pierre, à Beausoleil et au Coq-hardi. À ces couches succèdent, toujours en suivant la ligne régulière, des grès feldspathiques, et enfin des grès ferrugineux.
- Au nord-ouest de la commune déléguée de Chammes, brèches pétrosiliceuses cambriennes s'appuyant sur les grès du bois des Montis, qui forment une bande dirigée ouest-est passant à Sainte-Suzanne. À ces brèches succèdent, en se dirigeant vers le sud, des grès feldspathiques, puis des grès ferrugineux en plaquettes (grès de Blandouet) ; ces derniers traversent le bourg de Chammes, près duquel ils affleurent. Ils ont été exploités pour les constructions, auxquelles ils donnaient un aspect particulier du fait de leur couleur brun-rouge.

Plus au sud, on trouve, surmontant les différentes assises cambriennes, le grès armoricain des landes Thébert, puis les schistes ordoviciens des Coulées. Enfin réapparaissent, formant écaille sur ces différents terrains, une nouvelle bande de grès ferrugineux de Blandouet occupant toutes les deux le bois et les landes de Moncor ; la dernière de ces assises forme des rochers pittoresques sur les deux rives de l'Erve, au sud de l'ancienne forge.
Au nord de Chammes, du côté des Bruyères et des Aprillés, ainsi que sur la rive gauche de l'Erve, jusqu'aux landes et à la Pierre-à-l'âne, épais dépôt quaternaire cachant complètement le sous-sol.
- Les forges de Moncor, à présent désaffectées, étaient alimentées par les minerais de Blandouet et de Viré-en-Champagne.

### Hydrographie
La commune est traversée par la rivière l'Erve, affluent de la Sarthe.

### Climat
Pour des articles plus généraux, voir Climat des Pays de la Loire et Climat de la Mayenne.
En 2010, le climat de la commune est de type climat océanique altéré, selon une étude du CNRS s'appuyant sur une série de données couvrant la période 1971-2000. En 2020, Météo-France publie une typologie des climats de la France métropolitaine dans laquelle la commune est exposée à un climat océanique et est dans la région climatique Moyenne vallée de la Loire, caractérisée par une bonne insolation (1 850 h/an) et un été peu pluvieux.
Pour la période 1971-2000, la température annuelle moyenne est de 11 °C, avec une amplitude thermique annuelle de 14 °C. Le cumul annuel moyen de précipitations est de 773 mm, avec 12,5 jours de précipitations en janvier et 7,1 jours en juillet. Pour la période 1991-2020, la température moyenne annuelle observée sur la station météorologique de Météo-France la plus proche, sur la commune d'Évron à 7 km à vol d'oiseau, est de 11,7 °C et le cumul annuel moyen de précipitations est de 804,1 mm,. Pour l'avenir, les paramètres climatiques de la commune estimés pour 2050 selon différents scénarios d'émission de gaz à effet de serre sont consultables sur un site dédié publié par Météo-France en novembre 2022.

### Voies de communication et transports
Sainte-Suzanne-et-Chammes est principalement traversée par cinq routes départementales :
- La D 7 (Sablé-sur-Sarthe (D 24 en Sarthe)  / Épineux-le-Seguin - Mayenne),
- La D 9 (Laval - Montsûrs - Torcé-Viviers-en-Charnie - Neuvillette-en-Charnie (D 28 en Sarthe)),
- La D 125 (Vaiges - Voutré),
- La D 235 (Bouère - Évron)
- La D 562 (Chammes - Châtres-la-Forêt).

Par ailleurs, la D 143 relie Sainte-Suzanne à Assé-le-Bérenger, Saint-Georges-sur-Erve et Vimarcé, la D 156 à Saint-Denis-d'Orques et Brûlon (D 49 en Sarthe), la D 560 à Saint-Léger, et la D582 Saint-Jean-sur-Erve à Saint-Léger.
La commune est située à 8 km de la RD 57 (ex-RN 157), Orléans - Rennes, carrefour des Poteaux).
Sainte-Suzanne, dont le site est signalé sur l'autoroute, se trouve à 18 km de l'échangeur 01 (Joué-en-Charnie) et à 13,5 km de l'échangeur 02 (Vaiges) de l'autoroute A81 (E50) (Le Mans - La Gravelle).
Sainte-Suzanne est à 8 km de la gare d'Évron sur la ligne Le Mans - Laval : TER Pays de la Loire.
Gares TGV à Laval (34 km) et au Mans (50 km).

## Urbanisme

### Typologie
Au 1er janvier 2024, Sainte-Suzanne-et-Chammes est catégorisée commune rurale à habitat dispersé, selon la nouvelle grille communale de densité à sept niveaux définie par l'Insee en 2022.
Elle est située hors unité urbaine. Par ailleurs la commune fait partie de l'aire d'attraction d'Évron, dont elle est une commune de la couronne,. Cette aire, qui regroupe 18 communes, est catégorisée dans les aires de moins de 50 000 habitants,.

## Toponymie

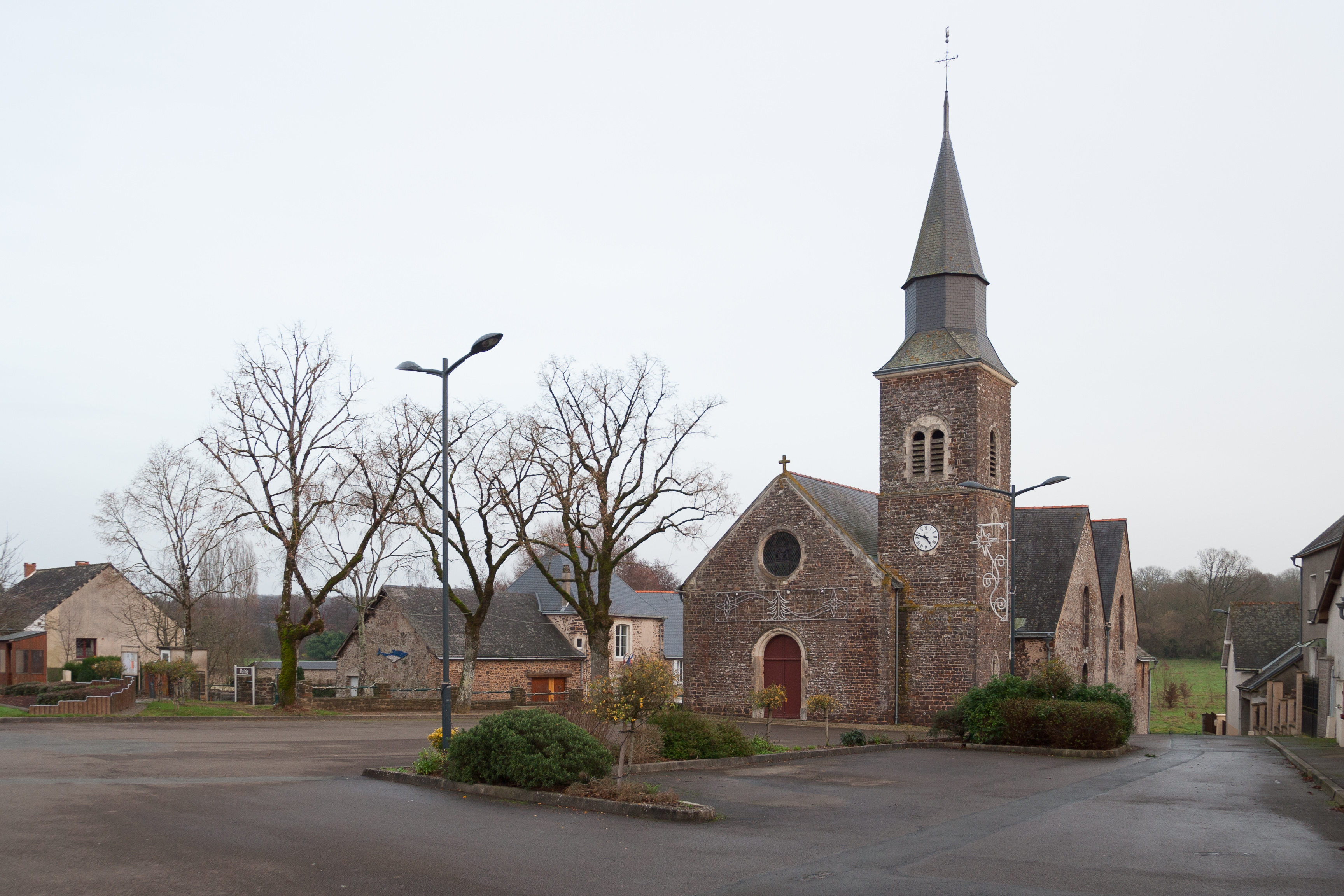
Place de l'Église de Chammes

- Le château de Sainte-Suzanne, construit sur un promontoire rocheux près d'un bourg dont l'église portait jadis le nom de Saint-Jean de Hautefeuilles, tient son nom, au moment de la christianisation, de sainte Suzanne (Sancta Suzanna, Sanctae Suzannae oppidum), vierge et martyre (fête le 11 août). Des reliques de la sainte auraient été rapportées au Xe siècle. Quand le bourg fut réuni au château, la nouvelle enceinte, comportant château et cité, prit le nom unique de Sainte-Suzanne. Ce fut la première cité de France à prendre ce nom[16].

Selon d'autres hypothèses, d'ailleurs pas nécessairement incompatibles, le nom de « Suzanne » pourrait provenir des origines celtiques de la cité, qui ont laissé leur empreinte à travers un mur vitrifié (env. IXe – Ve siècle avant notre ère). Sans qu'une preuve puisse en être apportée, l'étymologie de Suzanne semble plus naturellement conduire à la source biblique.
Durant la Révolution, la commune porte le nom de Mont-d'Erve, puis simplement Suzanne. Elle redevient Sainte-Suzanne le 21 prairial an VIII (10 juin 1800). Le gentilé est : Suzannais.
- Le village de Chammes serait cité sous la forme villa Calisamen en 840, la forme Chama est attestée en 1125[18]. L'origine de ce toponyme est incertaine. Albert Dauzat émet la possibilité de la racine pré-latine -camm-, renvoyant au pré-celtique -cam-, évoquant une hauteur[18]. Le gentilé des habitants de Chammes est Camélésien.

## Histoire
Créée par un arrêté préfectoral du 10 octobre 2015, elle est issue du regroupement des communes de Sainte-Suzanne et de Chammes qui sont devenues le 1er janvier 2016 des communes déléguées. Le chef-lieu de la commune nouvelle est fixé au Manoir de la Butte verte, 1 bis rue Jean de Bueil à Sainte-Suzanne.
- Pour l'histoire des deux communes d'origine, voir les paragraphes "Histoire" de Sainte-Suzanne et de Chammes.

### Héraldique
| Blason de Sainte-Suzanne | Blason  | Écartelé, au 1er de France à la bordure de gueules chargée de XVI besants d'argent, au 2e chevronné d'or et de gueules de VIII pièces, au 3e d'hermine à 3 quintefeuilles de gueules brochant, au 4e de gueules au lévrier d'argent colleté de France. |
| Blason de Sainte-Suzanne | Détails | Le statut officiel du blason reste à déterminer. |

- Armorial des communes de la Mayenne

## Politique et administration
À l'époque révolutionnaire, les deux communes furent déjà gérées par une administration cantonale commune : la Constitution du 5 fructidor an III (22 août 1795) supprime les districts et crée une nouvelle organisation territoriale, la municipalité de canton,avec des représentants des communes. Dans le canton de Sainte-Suzanne, du 1er vendémiaire an VII (22 septembre 1798) au 28 pluviose an VIII (17 février 1800), l'état-civil fut ainsi géré par cette administration cantonale sous la présidence de Julien-François Ollivier (qui deviendra le premier maire de Sainte-Suzanne le 20 messidor an VIII (19 juin 1800).
Après 215 ans d'existence et de multiples rapprochements administratifs (SIVOM en 1970, district puis communauté de communes d'Erve et Charnie, Communauté de communes des Coëvrons), les deux communes ont décidé de fusionner dans le cadre de la loi no 2015-292 du 16 mars 2015 relative à l'amélioration du régime de la commune nouvelle, pour des communes fortes et vivantes.
Après plusieurs mois de travail commun (des maires, des adjoints des conseils municipaux) ponctué de validations techniques intermédiaires et de réunions publiques, la commune nouvelle a été officiellement créée par un arrêté préfectoral du Préfet de la Mayenne du 10 octobre 2015. La Charte de la commune nouvelle a été validée par les deux conseils municipaux puis officiellement signée par les maires de Sainte-Suzanne et de Chammes à Ernée, également le 10 octobre 2015, lors de l'assemblée générale des maires du département, en présence de Jean-Paul Delevoye, Philippe Vignes, préfet de la Mayenne, Olivier Richefou, président du Conseil départemental, et Alain Dilis, président de l'AMF de la Mayenne. Il s'agissait de la première fusion de communes du département opérée dans le cadre de la loi du 16 mars 2015.
Jusqu'aux prochaines élections municipales de 2020, le conseil municipal de la nouvelle commune a été constitué de l'ensemble des conseillers municipaux des anciennes communes. Le maire de la commune nouvelle, par ailleurs maire de Sainte-Suzanne, a été élu le 11 décembre 2015 pour prendre fonction le 1er janvier 2016. Les maires actuels des communes historiques restent maires délégués de chacune des anciennes communes. La commune nouvelle est dotée d'un conseil municipal de 26 membres, chaque commune déléguée conservant jusqu'en 2020 un conseil communal consultatif, correspondant à son ancien conseil municipal. L'administration quotidienne de la commune est assurée par une réunion des maires et un bureau municipal (maires délégués et adjoints).
À l'époque révolutionnaire, les deux communes furent déjà gérées par une administration cantonale. La Constitution du 5 fructidor an III (22 août 1795) supprime les districts et crée une nouvelle organisation territoriale, la municipalité de canton,avec des représentants des communes. Dans le canton de Sainte-Suzanne, du 1er vendémiaire an VII (22 septembre 1798) au 28 pluviose an VIII (17 février 1800), l'état-civil fut ainsi géré par cette administration cantonale sous la présidence de Julien-François Ollivier (qui deviendra le premier maire de Sainte-Suzanne le 20 messidor an VIII (19 juin 1800).
| Période      | Période  | Identité                         | Étiquette | Qualité |
| ------------ | -------- | -------------------------------- | --------- | --- |
| Janvier 2016 | Mai 2020 | Jean-Pierre Morteveille (1948- ) | SE        | Administrateur civil président de la communauté de communes d'Erve et Charnie (jusqu'en 2012), de l'office de tourisme des Coëvrons et de la communauté de communes des Coëvrons (2012-2014) |
| Mai 2020     | en cours | Michel Galvane (1961 - )         |           | Directeur de la culture, du patrimoine et du tourisme du département de la Sarthe, chemin de la Madeleine, maire de la Commune de Sainte-Suzanne-et-Chammes.                                 |

| Nom                    | Code Insee | Intercommunalité | Superficie (km2) | Population (dernière pop. légale) | Densité (hab./km2) |
| ---------------------- | ---------- | ---------------- | ---------------- | --------------------------------- | ------------------ |
| Sainte-Suzanne (siège) | 53255      | CC des Coëvrons  | 23,14            | 851 (2021)                        | 37                 |
| Chammes                | 53050      | CC des Coëvrons  | 21,06            | 373 (2021)                        | 18                 |

Maires délégués :
(2016-2020) : Chammes : Marc d'Argentré; Sainte-Suzanne : Jean-Pierre Morteveille.
(2020-en cours) : Chammes : Didier Échivard; Sainte-Suzanne : Vincent Houllière.

## Population et société

### Démographie
L'évolution du nombre d'habitants est connue à travers les recensements de la population effectués dans la commune depuis sa création.
En 2022, la commune comptait 1 197 habitants, en évolution de −8,9 % par rapport à 2016 (Mayenne : −0,73 %, France hors Mayotte : +2,11 %).
La population globale des deux communes fusionnées a ainsi évolué :
- à la fin du XVIIIe siècle et au XIXe siècle : de 2 296 habitants en 1793, les communes passent à 2 118 habitants en 1896, avec un maximum de 2 794 habitants en 1836.
- au XXe siècle, les communes comptent ensemble 2 089 habitants en 1901 et 1 348 habitants en 1999. Elles perdent notamment 378 habitants à la suite de la Première Guerre mondiale.
- au XXIe siècle : Sainte-Suzanne et Chammes comptent ensemble 1 293 habitants en 2006, et 1338 au 1er janvier 2013[24].

| 2014  | 2015  | 2016  | 2021  | 2022  |
| ----- | ----- | ----- | ----- | ----- |
| 1 333 | 1 323 | 1 314 | 1 224 | 1 197 |

### Infrastructure culturelle et administrative
Sainte-Suzanne est le siège de l'office de tourisme des Coëvrons, établissement public industriel et commercial regroupant les cinq offices de tourisme - syndicats d'initiatives d'Évron, Bais, Montsûrs, Saulges et Sainte-Suzanne, qui relève de la communauté de communes des Coëvrons.
La commune est équipée d'une bibliothèque, d'une école publique : regroupement pédagogique à Chammes et Sainte-Suzanne (Perrine-Dugué), d'une école privée (Sainte-Marie), avec cantine et garderie (en période scolaire), et d'un EHPAD, la Résidence du Petit-Rocher.
L'espace loisirs de la Croix-couverte comprend un village de vacances VVF Villages, la salle des fêtes Fernand-Bourdin, un camping caravaning, un mini-golf, une aire de jeux pour enfants, une piscine Jean-Taris (deux bassins extérieurs, chauffés, toboggan), une salle socio-culturelle Maxime-Létard, un terrain de sports (football, tennis). Chammes dispose par ailleurs d'une salle des fêtes et d'un stade.
La commune est dotée d'un centre de secours, de maisons pluridisciplinaires de santé (maison médicale, pharmacie, cabinet infirmier, kinésithérapeute, vente et location de matériel médical), de services tertiaires (La Poste, La Banque postale, distributeur de billets, office notarial).

## Jumelages
Sulzheim (Allemagne) depuis 1967.

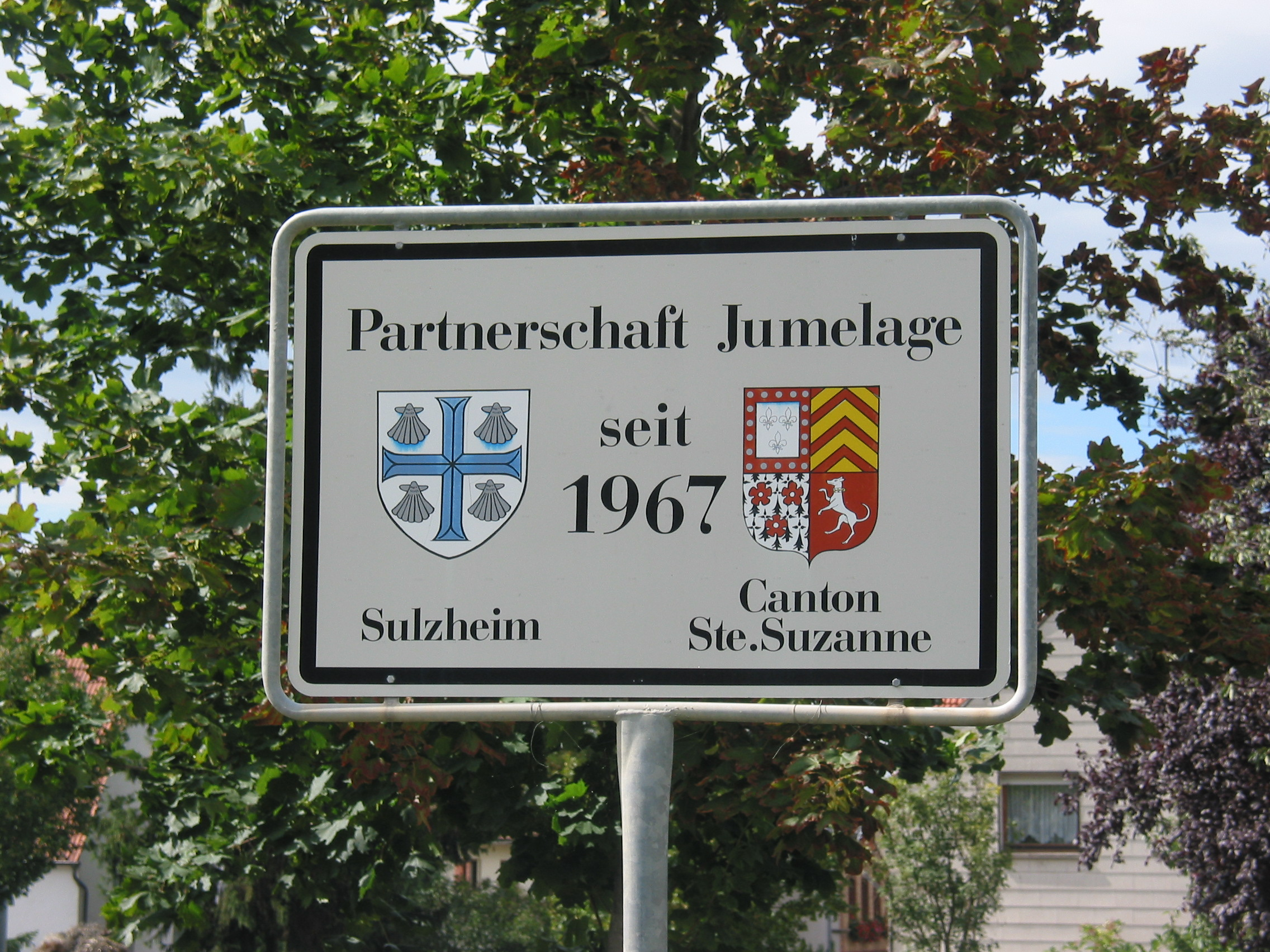
Jumelage depuis 1967.

Le jumelage du canton de Sainte-Suzanne / communauté de communes d'Erve et Charnie, avec Sulzheim (Rhénanie-Palatinat) a été initié en 1966 par Victor Julien, conseiller général, maire de Thorigné-en-Charnie, et Adam Becker, dans la famille duquel Victor Julien avait été prisonnier de guerre de 1940 à 1945. Le premier groupe de jeunes Allemands fut reçu à Sainte-Suzanne et à Chammes du 15 juillet au 23 juillet 1967, et l'acte officiel de jumelage fut signé à Sulzheim le 14 juillet 1968. Près de cinquante échanges et manifestations officielles (municipalités, groupes de jeunes, de clubs du troisième âge, gendarmes, pompiers, chorales, musiques municipales…) ont eu lieu depuis. Ce fut le premier jumelage franco-allemand en Mayenne ; son quarantième anniversaire a été célébré à Sainte-Suzanne en avril 2007 et à Sulzheim le 10 mai 2008. À cette occasion, l'harmonie de Sainte-Suzanne a joué conjointement avec celle de Sulzheim. Le Comité d'échanges Sulzheim-Erve et Charnie a été renouvelé en 2009. En 2013, l'Harmonie de Sainte-Suzanne a participé à un concert international à Wörrstadt avec les communes jumelées de la Verbandsgemeinde Wörrstadt (VGW), à l'occasion du 40e anniversaire de cette communauté de communes.

## Activités économiques
Sainte-Suzanne-et-Chammes est située dans une région d'élevage, essentiellement bovin, et compte une quinzaine de grandes exploitations. C'est la race Rouge des prés qui est la plus présente ; le lait est traité essentiellement (fabrication du Babybel) par une fromagerie du Groupe Bel située à Évron, distante de 8 km. Les volailles fermières Label rouge sont élevées selon un cahier des charges officiel homologué dans le cadre de l'Indication géographique protégée des volailles de Loué.
La commune ne comporte pas d'industrie mais plusieurs artisans travaillent dans le domaine du bâtiment et les domaines connexes (construction, électricien, maçon, carreleur, plâtrier, restauration vieilles demeures. De nombreux actifs résidant à Sainte-Suzanne-et-Chammes travaillent quotidiennement à Évron dans l'agroalimentaire, particulièrement dans les usines Bel et Socopa, ou à Laval (dans l'industrie ou les services).
Les services représentent à Sainte-Suzanne l'essentiel de l'activité économique avec des commerces traditionnels (marché; boulangerie-pâtisserie ; supérette, traiteur, coiffeur mixte), un soldeur, une société de services de transports (ambulances, taxis, VSL, minibus)... Chammes dispose d'un commerce d'alimentation- bar-journaux.
Le tourisme constitue la principale activité de la partie cité médiévale de la commune : Sainte-Suzanne est classée parmi les plus beaux villages de France, labellisée Commune touristique, Petite cité de caractère, village fleuri ** (deux fleurs obtenues en 2010 et 2014, prix régional du patrimoine 2011) et station verte de vacances. Elle appartient au Pays d'art et d'histoire Coëvrons-Mayenne dont elle constitue le pôle majeur avec le Centre d'interprétation de l'architecture et du patrimoine (CIAP). Plusieurs activités sont directement liées au patrimoine touristique : Centre d'interprétation de l'Architecture et du Patrimoine de la Mayenne, visite de plusieurs monuments historiques donjon, logis, dolmen des Erves, Camp des anglais, visite de deux musées : le musée de l'auditoire et le Grand-moulin (seul moulin de France qui produit avec le même mécanisme de la farine, du papier et de l'électricité). Village de vacances VVF Villages ***, Hôtel-restaurant ** Logis **, plusieurs gîtes **** et chambres d'hôtes, camping, piscine et aire de campings-cars, restaurants, café, brasserie, supérette, bar-tabac, bouquiniste, boutiques d'artisanat-souvenirs, galerie, antiquaire, brocanteur.
Les indications économiques chiffrées les plus récentes sont consultables via l'INSEE (annexes,).

## Culture locale et patrimoine

### Patrimoine religieux

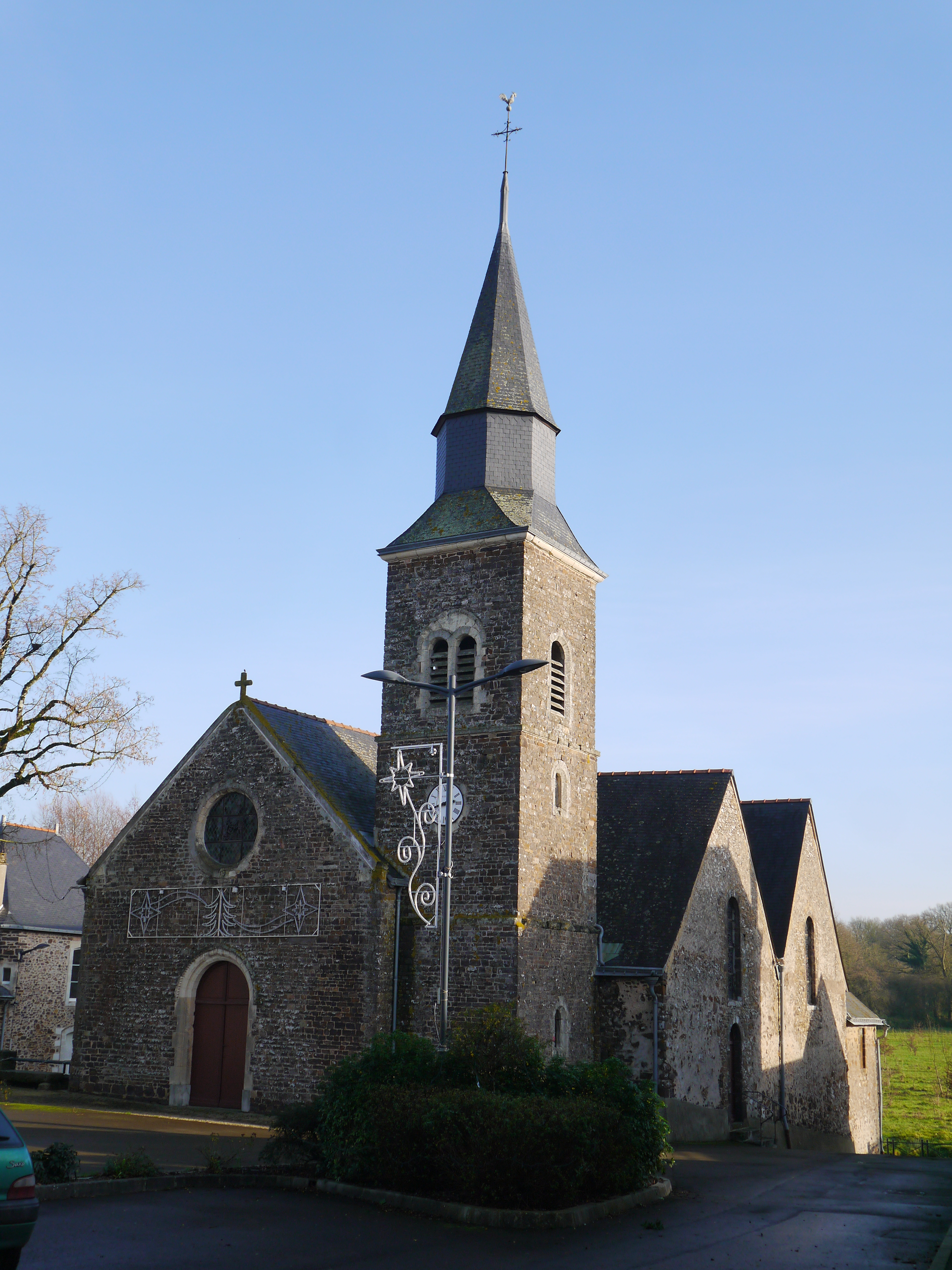
L'église de Chammes.

Sainte-Suzanne-et-Chammes, comme les communes environnantes, appartient aujourd'hui à la communauté paroissiale de Saint-Barnabé-en-Charnie.
L'église de Sainte-Suzanne et l'église Saint-Pierre de Chammes sont de culte catholique.
Croix-Boissée et chapelle de la Madeleine au cimetière ; chapelle Saint-Eutrope à la Croix-couverte (restaurée en 2016); statue de la Vierge de Beausoleil dite « la Vierge des bois » en forêt de Charnie, chapelles à Chammes.

### Patrimoine culturel
- Le château avec son donjon, son pont-levis, ses remparts et son logis XVIIe, propose un parcours complet sur le patrimoine local et mayennais (Centre d'interprétation de l'architecture et du patrimoine).
- Le musée de l'auditoire : mille ans de l'histoire de Sainte-Suzanne et du Pays d'Erve et Charnie, avec exposition de la plus ancienne armure de France (1410-1420).
- Le Grand-moulin : seul moulin de France produisant à partir de la même roue de la farine, du papier et de l'électricité.
- Nombreuses animations culturelles : théâtre (les Nuits de la Mayenne), fêtes et spectacles médiévaux, concerts, journée des peintres et arts de la rue…
- Téléfilm tourné à Sainte-Suzanne (récompensé aux 7 d'or) : série Les Maîtres du pain, de Hervé Baslé, en 1993.

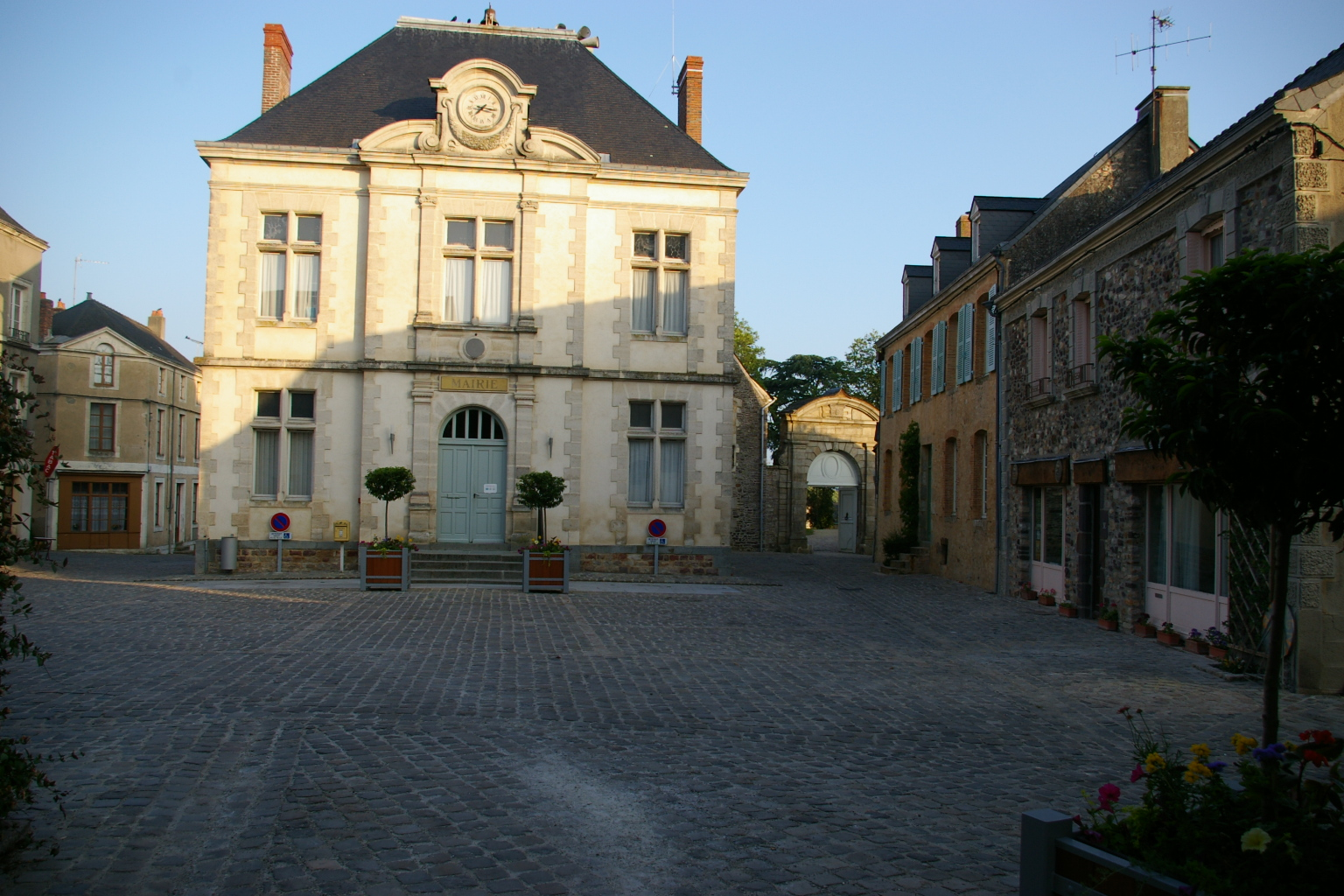
L'ancienne place du Pilori, emplacement des anciennes halles, la mairie (1884) et l'entrée du manoir de la Butte-Verte.
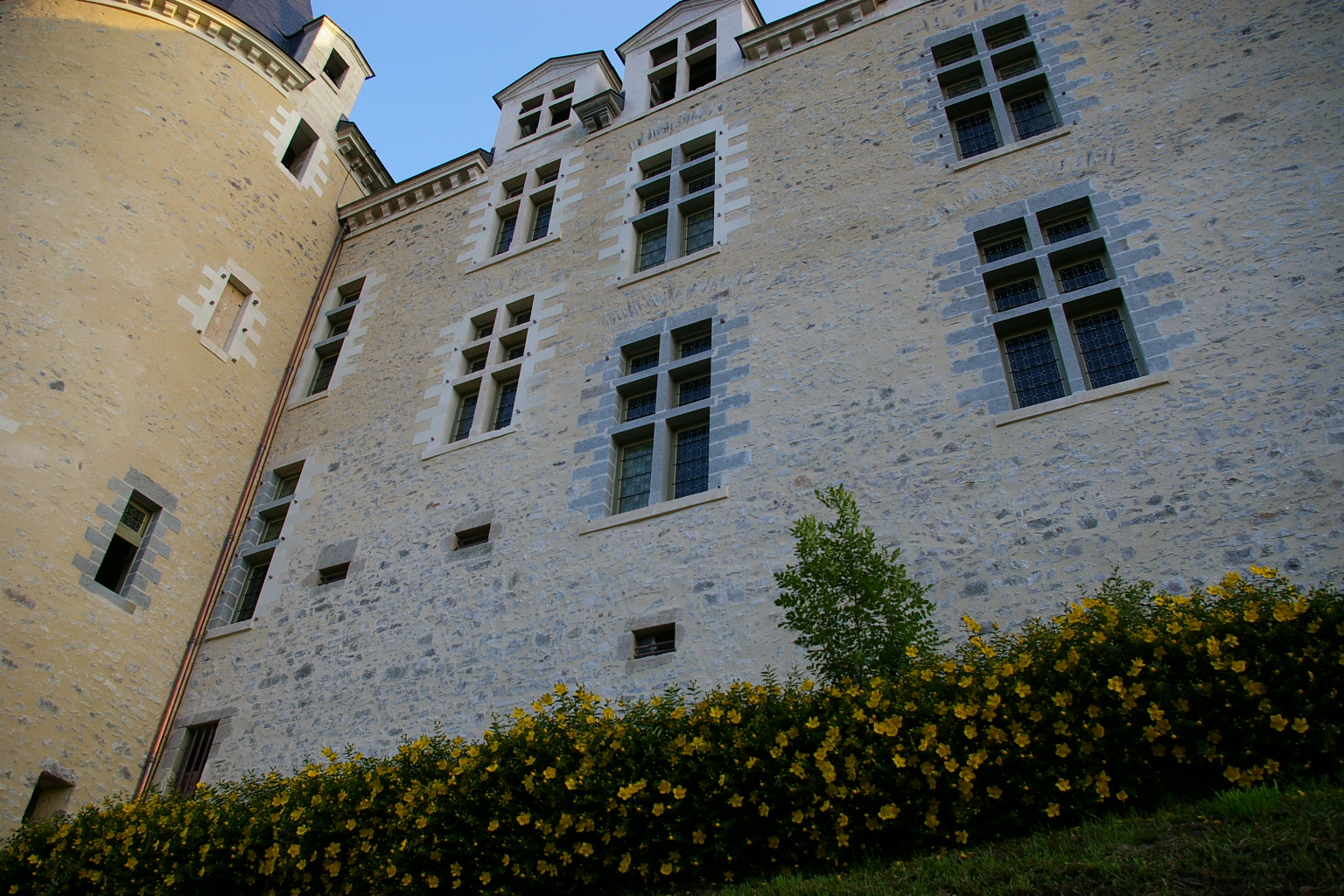
Le château de Sainte-Suzanne.
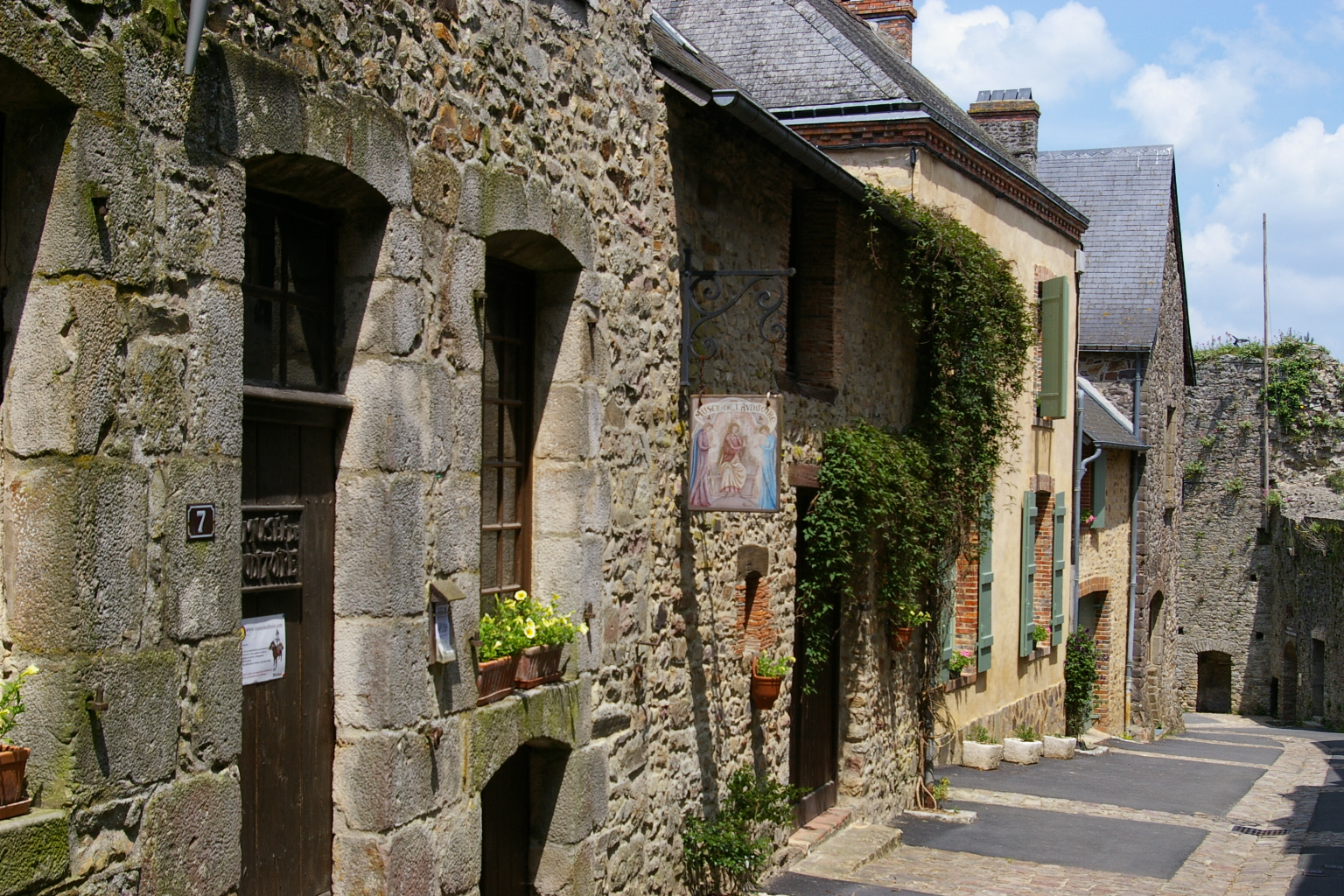
Le musée de Sainte-Suzanne.

### Patrimoine historique

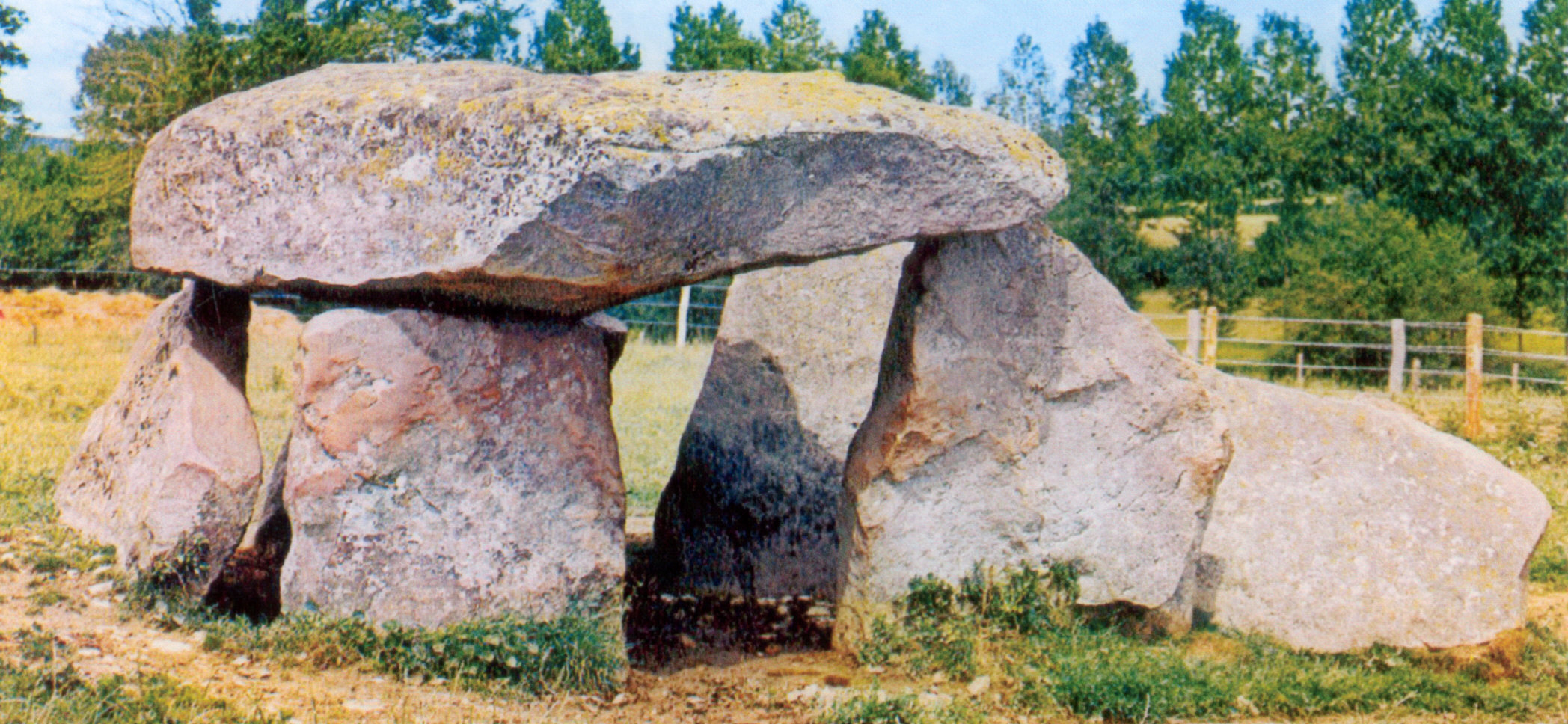
Le dolmen des Erves.
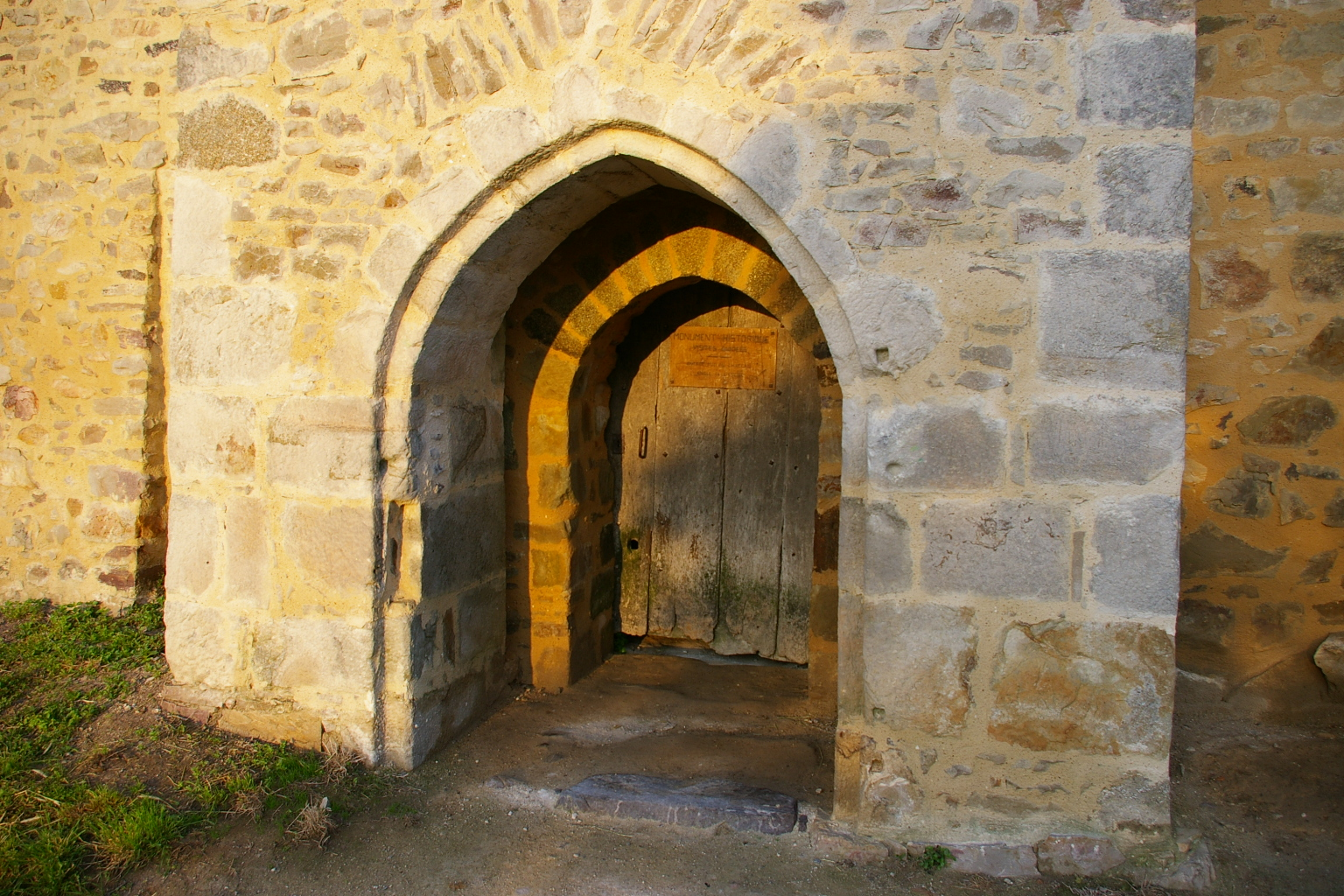
La porte de la Herse.
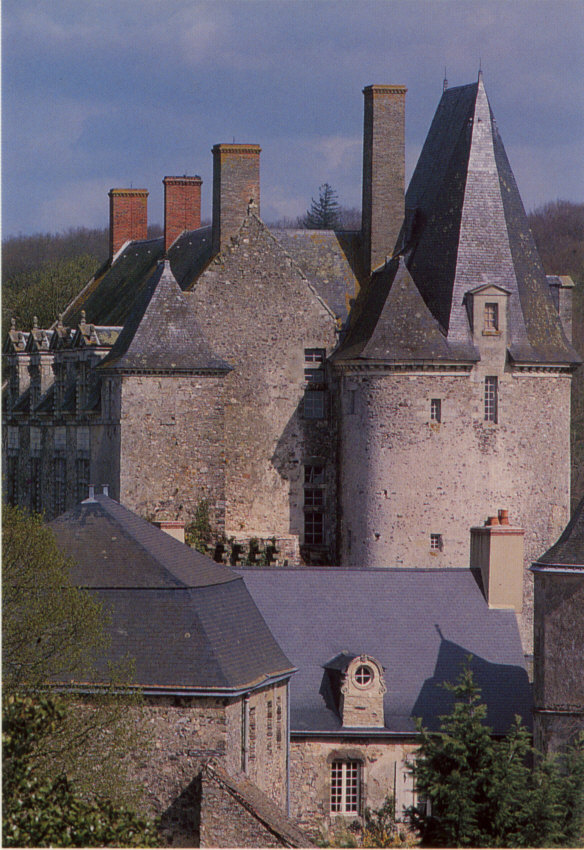
Le château.
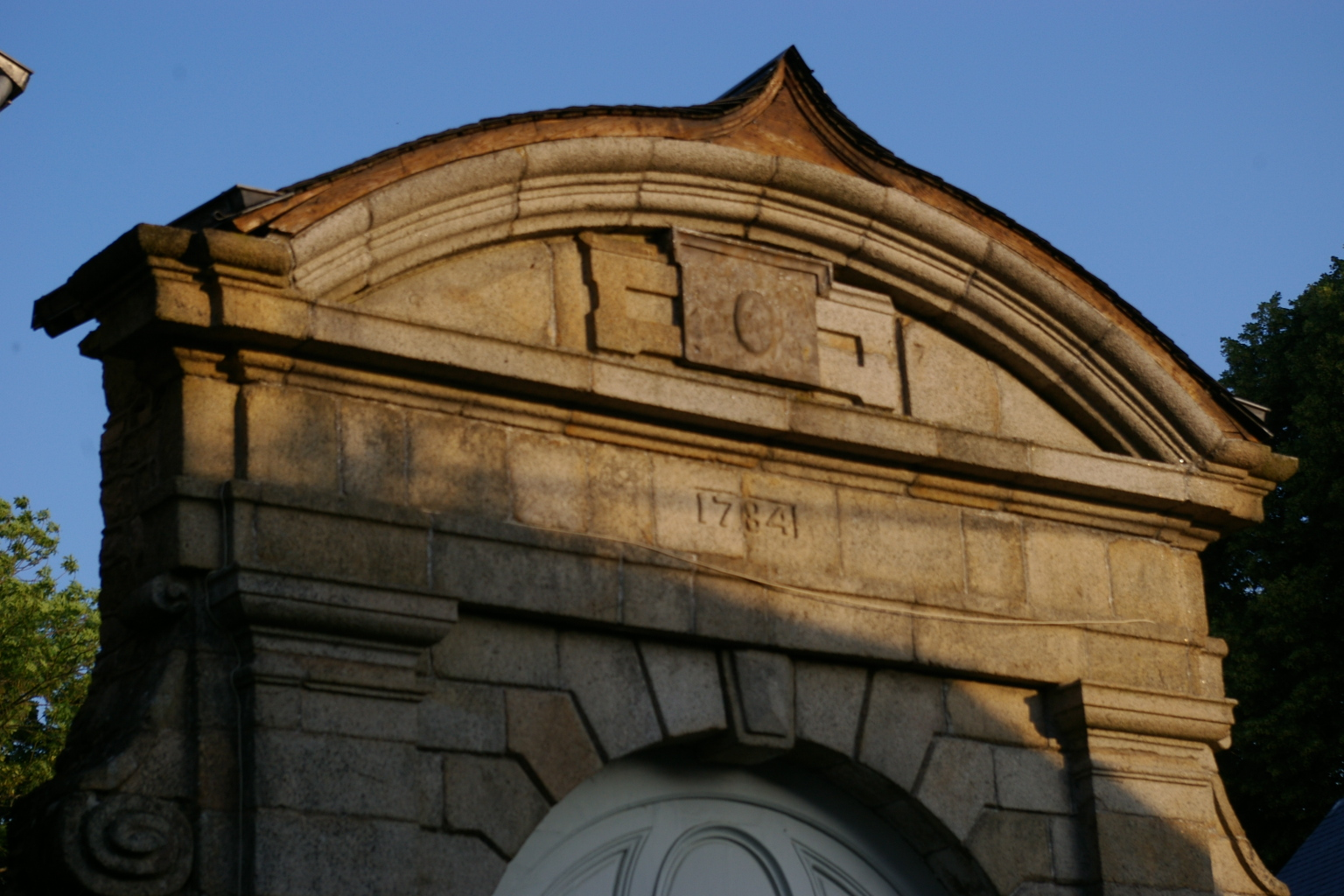
Le portail du manoir de la Butte-Verte, 1784.
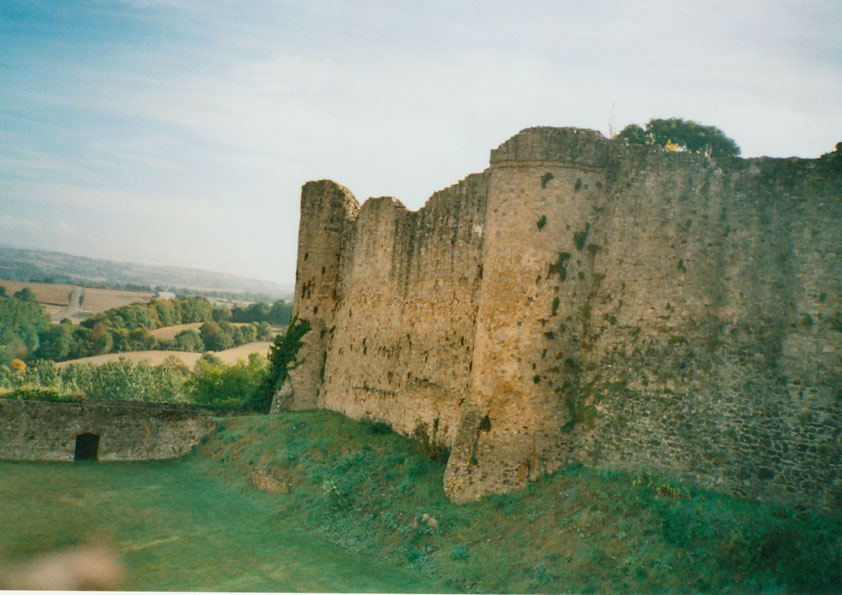
Les remparts nord-ouest.
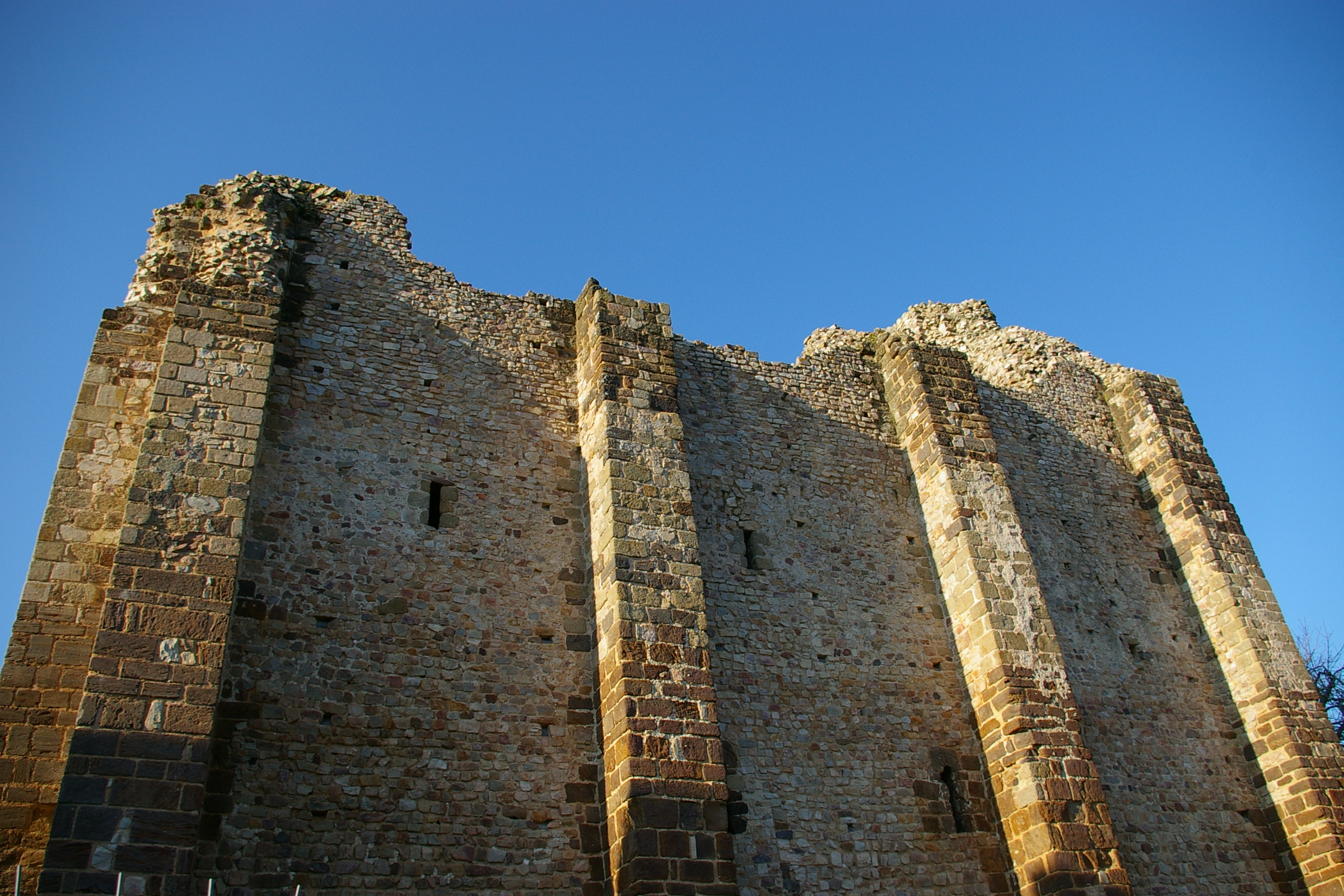
Le donjon de Hubert II de Beaumont.
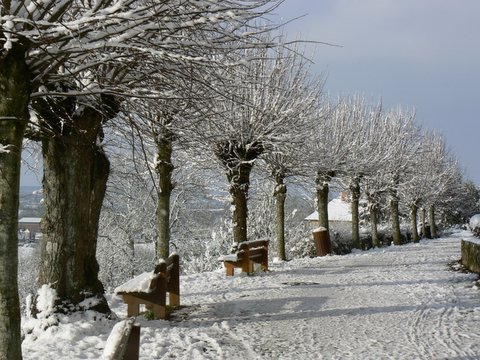
La promenade de la Poterne sous la neige.
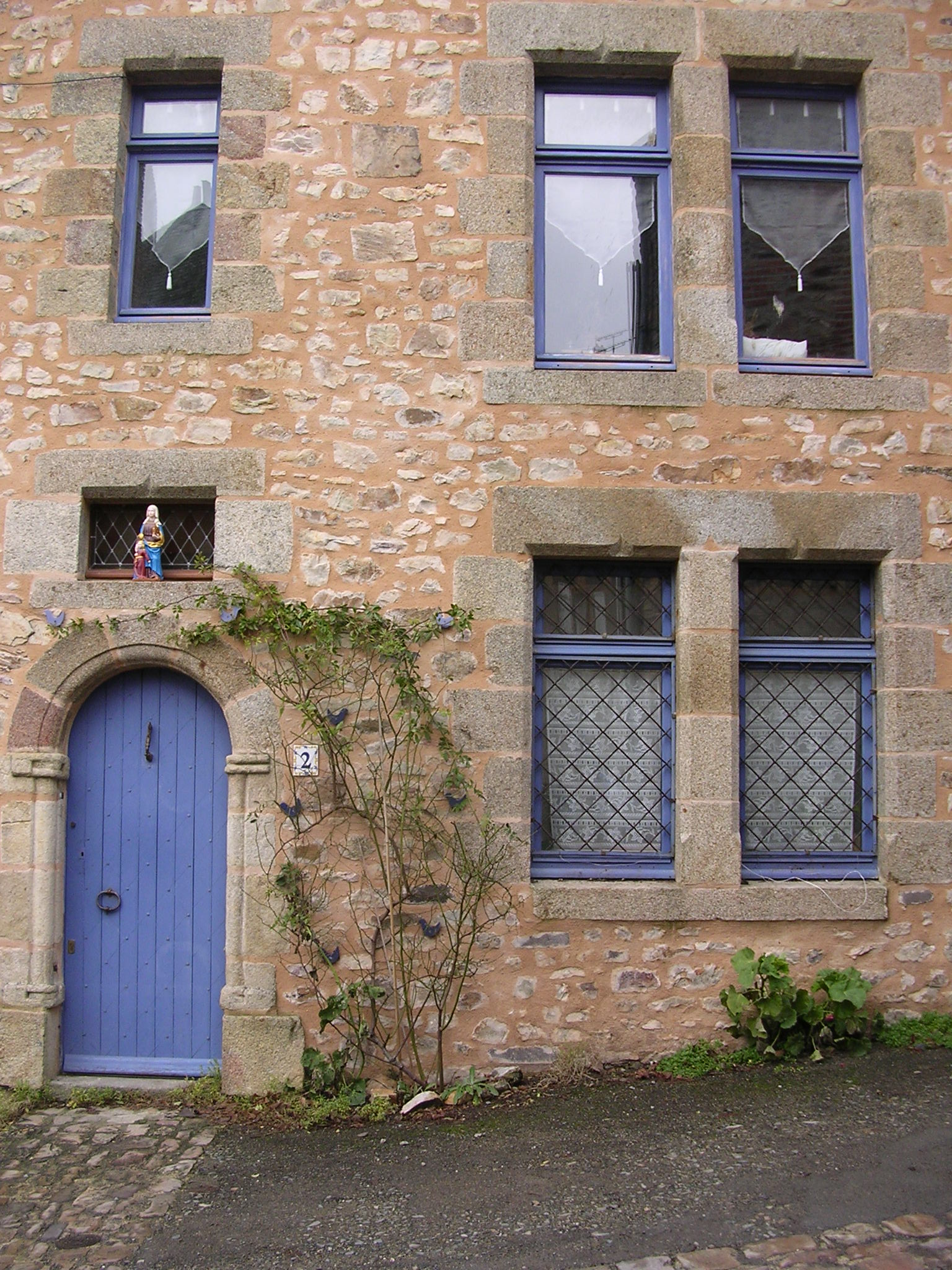
Maison restaurée, rue de la Belle-Étoile.
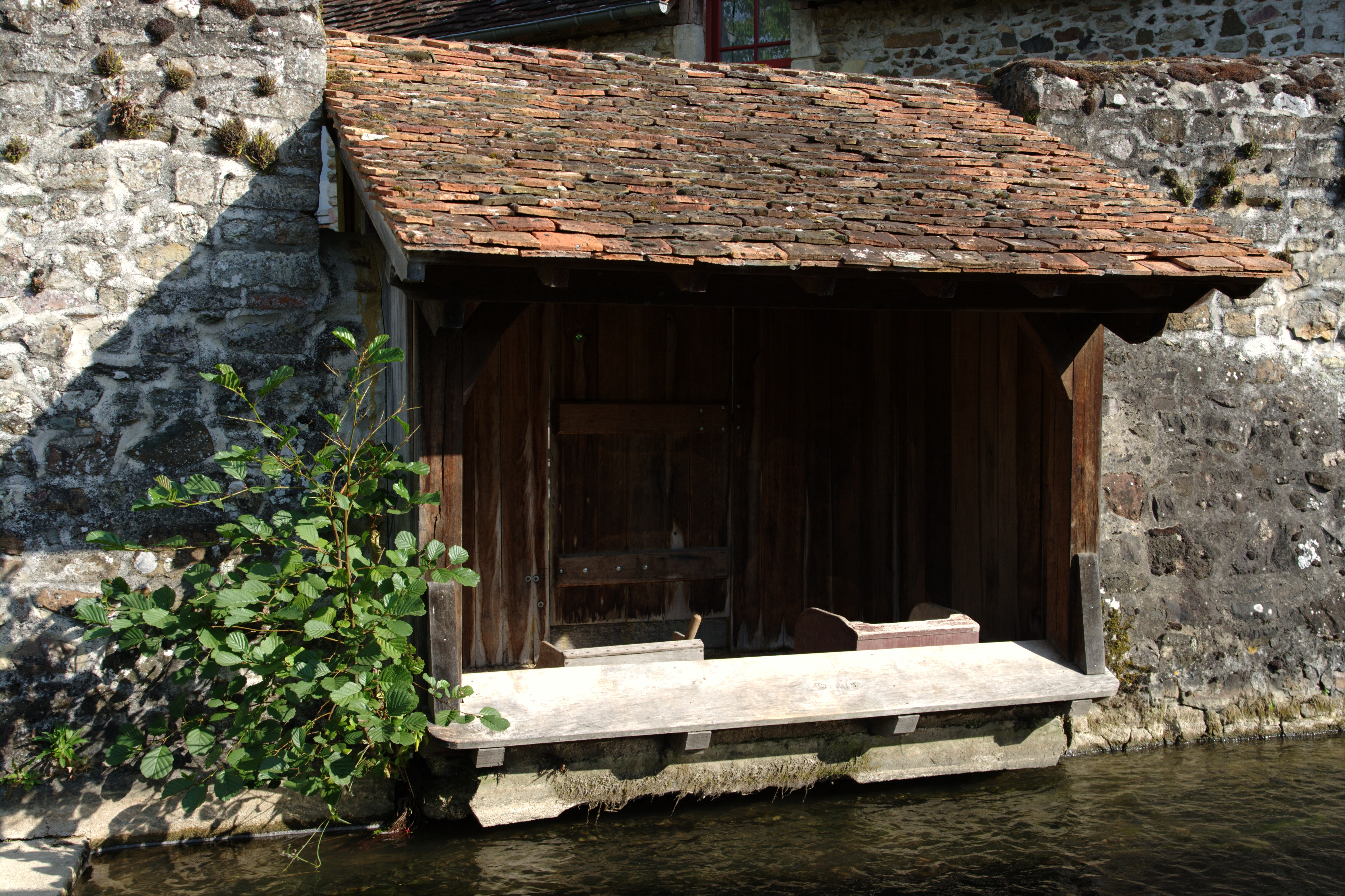
Le lavoir sur la rivière Erve.

Vestiges celtes et romains
- Le dolmen des Erves, qui est le plus ancien monument de la Mayenne (~ -3500 av. J.-C.).
- Les fortifications de la ville, dont une partie, qui repose sur une base de pierres vitrifiées, serait d'origine celtique.
- Une voie pavée ancienne (peut-être gallo-romaine), au pied du Tertre Ganne, aboutissant à l'ancien gué du Pont-Neuf[Note 4].

La cité de Sainte-Suzanne
- Le donjon, barlong, est le monument le plus ancien de la cité (~ première moitié du XIe siècle).
- Le camp de Beugy ou camp des Anglais datant du XIe siècle constitue le camp des troupes de Guillaume le Conquérant lors du siège de la cité (1083-1086) contre Hubert II de Beaumont.
- La forteresse et la cité médiévale sont composées de remparts des XIIe et XVe siècles, d'une porte du Guichet (ou Porte-du-Pont), d'une porte de Fer, d'une tour du Guet, d'une Porte-murée, d'une tour Sud, d'une tour d'orientation et d'une tour Nord. La porte d'entrée du château est défendue par deux tours : la tour farinière XIIIe siècle, et la  tour poudrière, partiellement détruite lors des guerres de religion). L'ancien pont-levis était présent à l'entrée principale du château avant 1772. Les tours rondes, médiévales, et tours carrées, sont adaptées aux armes à feu, et datent de la fin du XVIe siècle[Note 5].

L'ancien statut de ville royale de Sainte-Suzanne se remarque encore de nos jours par la présence de bâtisses de caractère dans la partie intra-muros de la cité (ancienne résidence des Procureurs du Roi début XVIe siècle, grenier à sel XVIIIe siècle, ancienne carterie (fabrique de cartes à jouer), ancien auditoire de Justice (façade XVIIIe siècle), deux manoirs et nombreuses maisons anciennes du XVe siècle au XIXe siècle).
Le logis est un château du XVIIe siècle, monument historique. Il a été construit entre 1608 et 1610-1613 par Guillaume Fouquet de la Varenne. Il est aujourd'hui la propriété du conseil général de la Mayenne. Le château possède des fenêtres à meneaux, des frontons, une superposition des ordres (dorique en bas, ionique au premier étage, corinthien en haut) ; son style annonce le classicisme : sobriété du décor, atténuée par un perron en loggia menant à l'escalier intérieur. Le château contient une ancienne boulangerie et une ancienne écurie, devenue ensuite bergerie.
Les autres monuments et sites
- La mairie de Sainte-Suzanne (1884), est bâtie là où s'élevaient les anciennes halles (mentionnées en 1528), dont l'emplacement est matérialisé au sol place Hubert II. De même que les combles des halles abritèrent l'auditoire de justice, le premier étage de la mairie abritait le juge de paix et la salle du tribunal. Des éléments de la charpente des halles ont été réutilisés pour construire celle de la mairie actuelle. La cloche qui surmonte le toit porte l'inscription : « L'oreille est attentive / À ma voix claire et nette / En dépit des bourdons / Qui m'appellent clochette ».
- Le site du Tertre Ganne (accès par le CD 9, route de Torcé-Viviers-en-Charnie), offre des traces de retranchements anciens (siège du XVe siècle) et une vision panoramique sur la cité et le château.
- Nombreux anciens moulins sur l'Erve : à blé, à foulon, à papier, à tan. Faubourg de La Rivière.

La promenade de la Poterne offre un panorama sur les Coëvrons, la vallée de l'Erve, la forêt de la Charnie et, vers Chammes, la plaine d'Anjou.
Chammes
L'église de Chammes n'était pas comprise dans l'acte de restauration de l'abbaye d'Évron, mais Hildebert la mentionne avec son vocable dans la confirmation des possessions de l'abbaye en 1125.
« L'armée angloise » soldée par les protestants français était à Chammes le 15 mai 1593.
Épidémies en 1784-1786. Tempêtes les 12 et 19 novembre 1810, qui endommagent le presbytère, situé au bord de l'Erve, en « bon état » en 1802 (selon Pierre-François Davelu).
- La seigneurie de Chammes était vassale de Sainte-Suzanne. Après avoir appartenu aux Feschal (René de Feschal, XVe siècle ; la dame de Poligné, 1469), elle passa aux seigneurs de La Chapelle-Rainsouin. En 1562, Nicolas de Champagne l'engagea avec la seigneurie dite de Vaiges, les métairies de l'Hommois, de Bonnefontaine, de la Messuardière, à sire Olivier Ferré et à Julienne, sa femme, sieur et dame de La Motte. René Labitte, juge ordinaire au duché de Mayenne, l'eut du chef de Renée Ferré, sa femme. Elle est peut-être passée par acquisition sans doute aux Le Doux, seigneurs de la Panneterie, et leur resta jusqu'à la Révolution. Ils laissaient même souvent leur nom patronymique pour prendre celui de Chammes : Louise-Françoise-Gabrielle Le Doux de Chammes, dame de Ruigné (Sainte-Colombe), se fit représenter à l'assemblée de la noblesse d'Anjou en 1789.

Chammes constitua un foyer de résistance aux idées révolutionnaires par une démonstration des paysans contre le district, dès le 2 avril 1792. Les habitants avaient nommé maire, le 20 novembre 1791, Jean-Baptiste Cœur, connu pour son attachement à la religion et à la royauté. L'élection ayant été annulée, ils refusent le 20 janvier 1792, de choisir une autre municipalité. Le 12 février, Olivier Provost du Bourrion, délégué par le district, vient à la tête des gardes nationales d'Évron, de Vaiges et de Villaines procéder à une nouvelle élection. Les électeurs, qui ont annoncé qu'« ils ne viendraient pas les mains ballantes » commencent par nommer le curé président et le vicaire secrétaire du scrutin ; tous deux refusent le serment qu'on veut leur faire prêter. Le curé, Michel Barrabé, s'adresse à ses paroissiens pour leur demander leur sentiment ; la plupart déclarent qu'ils ne veulent pas d'autre président. Le commissaire s'esquive avec sa troupe ; l'élection de Jean-Baptiste Cœur est confirmée, et notification formelle en est faite au district. Le maire fut condamné à deux ans de « gêne » et quatre heures d'exposition en place publique de Sainte-Suzanne ; le curé et le vicaire, à la dégradation civique et deux heures d'exposition à Laval. Les esprits n'en furent pas pour autant ralliés, ni apaisés. Le 1er avril 1792, l'huissier venu d'Évron pour publier l'arrêté contre les prêtres insermentés, se trouva en face de 300 hommes armés qui ne le laissèrent pas même commencer sa lecture. Ces mêmes hommes rejoignaient le lendemain Rochambeau dans la prairie de Montecler et marchaient avec sa troupe sur Évron.
Le 25 janvier 1871, les hussards prussiens qui occupaient Blandouet, se portèrent sur Chammes, où ils se cantonnèrent jusqu'à l'armistice. Le 26, ils rencontrèrent sur la route de Saint-Léger un parti de francs-tireurs, mais ils furent ramenés jusqu'à Chammes par les Chasseurs d'Afrique qui leur firent deux prisonniers. Le 29 au soir, quelques francs-tireurs se laissèrent prendre près du bourg. la commune paya une contribution de 1 000 frs.
Durant la Seconde Guerre mondiale, Sainte-Suzanne-et-Chammes est occupée par les troupes allemandes dès le 17 juin 1940. Elle est libérée par l'armée américaine le 7 août 1944 après un combat qui fait de nombreux morts.

### Personnages liés à la commune

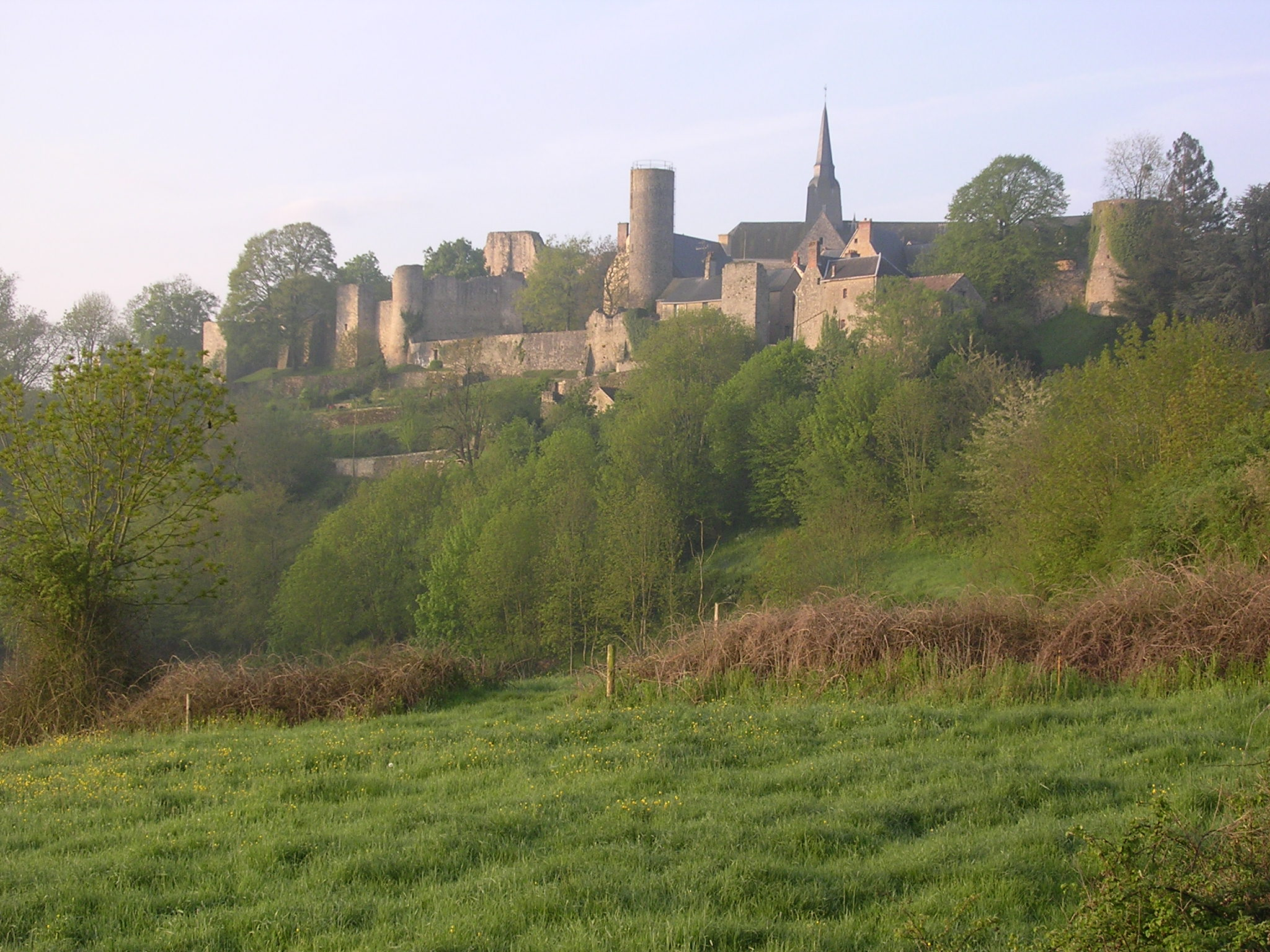
Vue panoramique de Sainte-Suzanne, côté nord.

La cité a connu nombre de personnages célèbres parmi les propriétaires successifs du château :
Les deux personnages les plus célèbres de Sainte-Suzanne sont Hubert II de Beaumont qui résista victorieusement à Guillaume le Conquérant, et Guillaume Fouquet de la Varenne constructeur du château actuel, mais d'autres personnages ont aussi marqué l'histoire de Sainte-Suzanne-et-Chammes :
- Richer de l'Aigle (° v 1039 - † 1085), époux de Judith d'Avranches, mort à Sainte-Suzanne le 18 novembre 1085 lors du siège de la cité (1083-1086) par les troupes de Guillaume le Conquérant ;
- Ambroise de Loré (° v 1395 - † 1446), capitaine de Sainte-Suzanne en 1422, compagnon d'armes de Jeanne d'Arc, prévôt de Paris de 1436 à sa mort en 1446 ;
- Thomas Montaigu, 4e comte de Salisbury, (° 1388- † 1428), commandant des Anglais lors de l'attaque contre Sainte-Suzanne au XVe siècle ;
- John Falstaff, commandant de la place de Sainte-Suzanne pendant l'occupation anglaise (1425-1439) ;
- John Fastolf, grand maître de la Maison de Lancastre auprès du duc de Bedford, lieutenant du roi Henri VI d'Angleterre pour la Normandie pendant le siège de Sainte-Suzanne ;
- Jean de Lancastre, (° 1389 – † 1435), duc de Bedford, comte de Richmond[Note 6], comte du Maine et duc d'Anjou sous la domination anglaise ;
- Jean V de Bueil (° 1406 - † 1477), qui reprend Sainte-Suzanne aux Anglais en 1439 et, malgré une injonction du roi de rendre la cité à la famille d'Alençon, s'y installe et la conserve jusque vers 1447 ;
- Urbain de Montmorency-Laval Boisdauphin (° 1557 - † 1629), gouverneur du Maine pour la Ligue, assiège Sainte-Suzanne (ville royale) en août 1589 ;
- Le duc de Mercœur (Philippe-Emmanuel de Lorraine, ° 1558 - † 1602) attaque Sainte-Suzanne en juin 1592 ;
- Louis-Jean-Baptiste-Étienne Baguenier Desormeaux (1761 à Chammes - 1836), chirurgien et soldat de l'Armée catholique et royale, au cours de la Guerre de Vendée.
- Jean-Charles Baguenier Desormeaux (1768 à Chammes - 1836), chirurgien et soldat vendéen.
- Perrine Dugué (° 1777 - † 1796), la « Sainte tricolore » ;
- Prosper Mérimée (° 1803 - † 1870), inspecteur général des Monuments historiques en 1834, accomplit de juillet à octobre 1835 une tournée d'inspection dans l'Ouest, dont Sainte-Suzanne (examen du mur vitrifié) ;
- Alexis Muzet (° 1843 - † 1934), syndicaliste et homme politique ;
- Eugène Ledrain, né à Sainte-Suzanne le 22 juin 1844, professeur à l'École du Louvre (égyptologue, assyriologue), Conservateur des antiquités orientales au musée du Louvre. Spécialiste de l'épigraphie araméenne et hébraïque, il a traduit la Bible en français d'après les textes hébreu et grec ; auteur d'ouvrages, études et préfaces nombreux ;
- Robert Triger (° 1856 - † 1927), historien et archéologue ;
- Amand Dagnet (° 1857 - † 1933), écrivain et folkloriste ;
- Henri Chantrel (° 1880 - † 1944), enseignant et résistant ;
- Joséphine Girault veuve Maréchal (1891 à Jublains - 1963), Juste parmi les nations, installée à Chammes[28].
- Jean Déré (° 1886 - † 1970), inhumé à Sainte-Suzanne), compositeur, prix de Rome de Musique 1919, il venait régulièrement dans sa résidence de Sainte-Suzanne (aux Granges puis à la Fousillère) où il a notamment mis en musique des chansons d'Amand Dagnet sur la cité ;
- Roland Gaillard (° 1944 - † 2016), syndicaliste ;
- Laurent Granier (auteur-réalisateur) (° 1974), auteur-réalisateur et scénariste de Bandes Dessinées français. Il fait partager ses aventures à travers des livres illustrés, des films documentaires, des articles de presse, des expositions, des conférences, des bandes dessinées et des émissions de radio.
- Cassandre Manet (° 1979), comédienne.

### Sources et bibliographie
La liste ci-dessous constitue la bibliographie exhaustive des ouvrages et articles de qualité parus sur Sainte-Suzanne, à partir desquels cet article a été rédigé ; il faut y ajouter les registres d'état civil et du conseil municipal des communes histyoriques, consultables dans les mairies annexes et aux archives départementales, de même que les articles de presse. Il n'est pas apparu pertinent de rappeler la référence et la pagination concernée plusieurs fois par ligne : toutes les données sont vérifiables dans les ouvrages ci-dessous, la plupart étant consultables au musée de l'auditoire à Sainte-Suzanne.
- « Sainte-Suzanne-et-Chammes », dans Alphonse-Victor Angot et Ferdinand Gaugain, Dictionnaire historique, topographique et biographique de la Mayenne, Laval, A. Goupil, 1900-1910 [détail des éditions] (BNF 34106789, présentation en ligne)
- Orderic Vital, Histoire de Normandie[Laquelle ?]
- Jean Chartier, Chronique de Charles VII, Godefroy, 1661
- Pierre Renouard, Essais historiques et littéraires sur la ci-devant province du Maine, Le Mans, Impr. Fleuriot, 1811
- Adolphe Joanne, Géographie du département de la Mayenne
- Bulletin de la Société d'anthropologie de Paris, 1868.
- Le Magasin pittoresque, dir. Édouard Charton (1807-1890), 1875.
- Recherches historiques sur la ville de Sainte-Suzanne, du Dr Charles Nory. - Sillé-le-Guillaume : Impr. Veau-Bernard, 1888
- Notice historique sur Sainte-Suzanne et son ancien château, de François-Augustin Gérault, 1840. - Laval : Impr. Auguste Goupil, 1896
- Les Seigneurs de la baronnie de Sainte-Suzanne, du marquis de Beauchêne. - Le Mans : Société historique et archéologique du Maine, 1906
- Sainte-Suzanne, Son histoire et ses fortifications. - Mayenne : Éditions régionales de l'Ouest, 1996, préface de Gérard Morteveille. Réédition de l'ouvrage de Robert Triger. - Mayenne : Société historique et archéologique du Maine, Impr. de la Manutention, 1907  (ISBN 2-85554-077-1)
- Bulletin monumental de la Société française d'archéologie, 1907.
- Sainte-Suzanne en chansons, vieilles silhouettes, vieux airs, vieux chants, d'Amand Dagnet. - Laval : Impr. Auguste Goupil, 1929
- Perrine Dugué, la Sainte aux ailes tricolores, 1777-1796 de l'abbé Augustin Ceuneau. - Laval : Impr.-Librairie Goupil, 1947
- Sainte-Suzanne au XIXe siècle, de Louis Morteveille. - Laval : Impr. René Madiot, 1975.
- Sainte-Suzanne contre Guillaume le Conquérant, BD de S. Legrand et L. Robene. - Association pour la mise en valeur de la Cité et du château de Sainte-Suzanne, 1987.
- Sainte-Suzanne et le Pays d'Erve et Charnie, de Gérard Morteveille. - Joué-lès-Tours : Éd. Alan Sutton, 1998. - (Mémoire en images).  (ISBN 2-84253-169-8)
- Les châteaux du Moyen Âge en Mayenne, (article d'Anne Bocquet, archéologue départementale), dossier no 27 (2004) de la revue de la Société d'Histoire et d'Archéologie de la Mayenne, Impr. de la manutention, Mayenne, juin 2005  (ISSN 0243-6396)
- Archives départementales de la Mayenne : État-civil, recensements
- Archives municipales de Sainte-Suzanne : État-civil, Conseil municipal
- Archives de la paroisse de Ste-Suzanne : chroniques des abbés Le Dauphin et Monguillon
- Publications de l’Association des Amis de Sainte-Suzanne, musée de l'auditoire :
  - Sainte-Suzanne (Mayenne) cité médiévale, mille ans d'histoire, de Gérard et Jean-Pierre Morteveille, 1988.
  - Moulins à Sainte-Suzanne, de Gérard Morteveille, 1995.
  - Les Moulins à papier et les cartes à jouer à Sainte-Suzanne, de Gérard Morteveille et Hélène Cahierre, 1999.
  - Sainte-Suzanne, cité médiévale, de la motte féodale au château de pierre, de Gérard Morteveille, 1999.
  - L'Occupation et la libération à Sainte-Suzanne et dans les environs proches, 1940-1944, de Gérard Morteveille, 2004.
  - L'Occupation et la libération à Sainte-Suzanne et dans le Pays d'Erve et Charnie, 1940-1944 (supplément à l'édition 2004), de Gérard Morteveille, 2006.
  - Sainte-Suzanne 1900-1930, de Jean-Pierre Morteveille, 2006.
- Sainte-Suzanne au XXe siècle, de Gérard et Jean-Pierre Morteveille, tome I 1880-1947, imp. Jouve à Mayenne, nov.2012  (ISBN 978-2-9543103-0-5); tome II 1948-1980, imp. Jouve à Mayenne, nov.2013  (ISBN 978-2-9543103-1-2); tome III 1981-2015, imp. Jouve à Mayenne, oct.2015  (ISBN 978-2-9543103-2-9)
- Les Maires de l'arrondissement de Laval depuis 1800, de Bruno Poirier (imp. Bardon-Véron, Grez-en-Bouère, Octobre 2013)  (ISBN 978-2-9539871-2-6)
- Sainte-Suzanne, un territoire remarquable en Mayenne, de Christian Davy et Nicolas Foisneau, service de l'inventaire général du patrimoine culturel du Conseil régional des Pays de la Loire, en collaboration avec le service du patrimoine du conseil général de la Mayenne, Cahiers du patrimoine no 106, revue 303, imp. Jouve à Mayenne, avril 2014  (ISBN 978-2-917895-14-6).
- Nombreux articles de Gérard Morteveille et Anthony Robert dans la revue Maine découvertes (le magazine Sarthe-Mayenne, éditions de la Reinette, Le Mans).